# Smalspoor Swalmen
NV Smalspoor Swalmen (SSS), ofwel N.V. Smalspoorweg-Maatschappij Swalmen was een bedrijf te Swalmen dat klei vervoerde vanaf de groeven in het Brüggener Wald naar de zeven pannenfabrieken die in Swalmen nog aanwezig waren (Terstappen, Benders, Noten, Hermans, De Dobbelaer, Hendrikx, en Schouenberg).

## Geschiedenis
De Nederlands-Pruisische (later: Duitse) grens was nog in de eerste helft van de 19e eeuw een weinig formele aangelegenheid. De inwoners van Swalmen, Bracht en Brüggen hadden daar gemeenschappelijke grond in eigendom. Midden 19e eeuw ontstonden er conflicten die eindigden met een verdrag waarbij een deel van de op Duits gebied gelegen grond (174 ha) in eigendom van de Swalmenaren bleef. Hier, in het Brüggener Wald, lag een aantal kleigroeven die door de Swalmener dakpannenfabrieken in gebruik waren.
De klei voor de -oorspronkelijk tien- fabrieken werd aangevoerd met paard en kar, maar in 1910 besloten de -overgebleven zeven- fabrikanten een gemeenschappelijke smalspoorbaan aan te leggen. Hiertoe werd een NV opgericht waar de betrokken fabrikanten een belang in hadden. De smalspoorbaan, met een lengte van 4 kilometer, reed over het voorplein van Station Swalmen. De kiepkarren werden voortgetrokken door een paard. Pas in 1927 werd een diesellocomotief(-je) aangeschaft.
Ondertussen werd de keramische industrie enigszins gemoderniseerd. Terstappen schafte in 1921 een ringoven aan. In 1925 fuseerden Schouenberg en Hermans tot Vereenigde Swalmer Dakpanfabrieken, in de volksmond De Vennoot genoemd. In 1926 voegde ook De Dobbelaer zich hierbij.
In 1936 ging De Vennoot failliet en in 1940 werd de fabriek van Benders gesloopt. De NV werd in 1940 opgeheven, maar de treintjes bleven rijden, voornamelijk voor Terstappen, dat ver naar het oosten lag. Kort na 1951 werd het smalspoorgedeelte in de kom van Swalmen opgebroken.
Na de Tweede Wereldoorlog gingen de overgebleven drie fabrieken samen verder als NV Kleiwarenindustrie Swalmen. Klei werd nu voornamelijk betrokken van firma's die gespecialiseerd waren in kleiwinning. De klei voor blauwe dakpannen werd echter nog uit een eigen groeve betrokken, namelijk Ulegaten. Deze klei werd nog met het smalspoor vervoerd, tot de blauwe dakpannen minder populair werden. In 1961 werd de tractie opgeheven en de locomotief verkocht aan de Duitse firma, namelijk Torfwerk Dalum. Ook de op Duits gebied gelegen grond werd verkocht. De keramische industrie verdween geheel uit Swalmen.

## Externe bron
- Industriespoor Swalmen